# Rock Island (Washington)
Pour les articles homonymes, voir Rock Island.
Rock Island est une ville américaine située dans le comté de Douglas, dans l'État de Washington. Selon le recensement de 2010, sa population est de 788 habitants.